# Giovanni Battista Donati

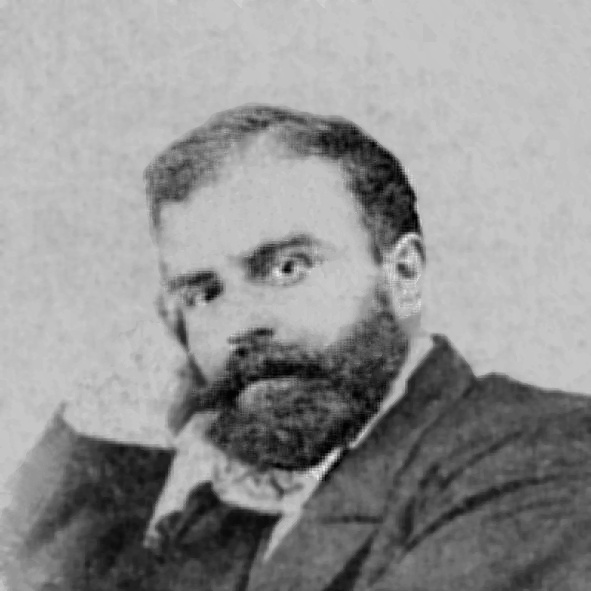
Giovanni Battista Donati

Giovanni Battista Donati (Pisa, 16 december 1826 - Florence, 20 september 1873)  was een Italiaans astronoom.
Donati studeerde af aan de universiteit van Pisa en ging in 1852 werken bij het Sterrenwacht van Florence. Hij werd daar directeur in 1864 en in 1872 van de nieuwgebouwde Sterrenwacht van Arcetri bij Florence. 
Donati deed spectroscopie van kometen om hun fysische samenstelling te bepalen. Hij vond in de komeet 1864b een spectrum bestaande uit drie lijnen die vier jaar later door William Huggins werden geïdentificeerd als koolstof. Hij ontdekte ook dat het spectrum veranderde naarmate de komeet de zon naderde en door de opwarming eigen licht uitstraalde in plaats van zonlicht te weerkaatsen. 
Hieruit besloot hij dat de samenstelling van de komeet, zeker gedeeltelijk, uit gas bestaat. Hij deed ook pionierswerk over spectroscopie van de zon en sterren. 
Tussen 1854 en 1864 ontdekte hij zes nieuwe kometen waaronder Comet Donati (C/1858 L1) die hij vond in 1858. 
Donati stierf aan builenpest of cholera die hij opliep tijdens een wetenschappelijke conventie in Wenen. 

## Eerbetoon
- De krater Donati op de maan is naar hem genoemd.
- De planetoïde 16682 Donati werd ook naar hem genoemd.